# زیر سایه کنار
زیر سایه کنار فیلمی به کارگردانی جواد ارشاد و نویسندگی زهره حاتمی، جواد ارشاد ساختهٔ سال ۱۳۷۲ است.

## خلاصه داستان
در هنگام عمل جراحی یک رزمندهٔ مجروح به نام حسین، پلاکی که شماره‌اش ناخوانا است از او به دست می‌آید. مادر حسین به بالین پسر می‌رود و ماه‌ها از او پرستاری می‌کند. این در حالی‌ست که پس از آزاد شدن اسرا، پدر حسین یک انگشتر و یک ماهی برای او می‌فرستد. حسین با دیدن انگشتر به حقیقت ماجرا پی می‌برد.

## بازیگران
- عبدالرضا اکبری
- صدیقه کیانفر
- سعید قائمی
- محمد زنجیرزن حسینی
- عباس صادق زاد
- مجید رنجبران
- فرهاد جلیلی باله
- علی کهن
- بیژن پیشدادی
- محمدتقی شریفی
- نادعلی جعفری